# Federación de baloncesto albanesa
La ABF (por su siglas en inglés "Albanian Basketball Federation") es el organismo que rige las competiciones de clubes y la Selección nacional de Albania. Pertenece a la asociación continental FIBA Europa.

## Registros
- 37 Clubes Registrados.
- 591 Jugadoras Autorizadas
- 803 Jugadores Autorizados
- 500 Jugadores NoAutorizados

## Clubes de Primera División (Masculino)
- Apollonia
- Dinamo
- Eds
- Elbasani
- Flamurtari
- Partizani
- Pogradeci
- Skenderbeu
- Studenti
- Tirana
- Teuta
- Valbona
- Vllaznia

## Clubes de Primera División (Femenino)
- Apollonia
- Elbasani
- Flamurtari
- Luftetari
- Mati
- Partizani
- Permeti
- Qendra Minibasket Tirana
- Skenderbeu
- Studenti
- Tirana